# صندوق تلفیقی

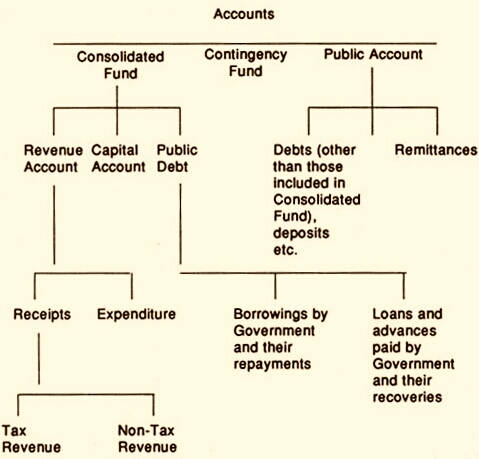
گراف صندوق تلفیقی

صندوقِ تلفیقی یا صندوقِ درآمدِ تلفیقی، اصطلاحی است برای توصیفِ حسابِ بانکیِ اصلیِ دولت در بسیاری از کشورهای با سیستم‌های سیاسی برگرفته از سیستم وست مینستر. مالیات عمومی، درآمدهای مالیاتی است که به صندوق تلفیقی واریز می‌شود تا برای هزینه‌های عمومی صرف شود و در نقطهٔ مقابل آن، مالیات هدفگذاری‌شده وجود دارد که مالیاتی است برای هدفهایی ویژه.